# Distrito de Chiguirip
El distrito de Chiguirip es uno de los diecinueve que conforman la provincia de Chota, ubicada en el departamento de Cajamarca en el Norte del Perú. Limita por el Norte y el Oeste con la provincia de Cutervo y el distrito de Tacabamba; por el Este con el distrito de Conchán; por el Sur con la provincia de Chota y el distrito de Lajas.

## Historia
El territorio actual de Chiguirip, en la era preinca formaba parte de distintas culturas como la cultura chavín, la mochica entre otras. De la Mochica existe amplia evidencia en los restos arqueológicos especialmente en la chullpas donde se puede ver tallados de rostros, el felino lunar o dragón andino, muy usados en la cultura moche, e inclusive en la torre quebrada hay evidencia de combates, también el nombre Chiguirip esta en relación con la lengua muchik y provendría de la quebrada cercana de nombre Chingurip  asimismo en el distrito de tocmoche, zona moche en el pasado, existe la quebrada Chirguipe aunque aún se desconoce el significado del nombre la terminación -pe es muy común en los territorios mochica (Ascope, Chocope, Morrope, Ucupe, etc). Fuente Significado Chihuirip
Al transcurrir de los tiempos cuando el incanato es sometido a la colonización española, esta zona fue una hacienda de propiedad del español Diego Niño-Ladrón de Guevara, quien tenía su casa habitación en el lugar que hoy lleva el nombre de Sacus, el hacendado poseía las tierras y tenía dominio sobre las personas que habitaban su propiedad; con el paso del tiempo desaparece el nombre de Ladrón de Guevara sin encontrar datos si este personaje murió en estas tierras o viajó para radicarse en otro lugar, lo cierto es que las personas que vivieron en las propiedades de este hacendado español se propusieron a fundar su centro poblado con el nombre de villa de Chiguirip que perteneció al distrito de Tacabamba.
La villa de Chiguirip con sus tierras agrícolas y sus casas rústicas y dispersas tenían la soledad silenciosa de las pequeñas aldeas; pero a fines del siglo XIX tras finalizada la guerra con Chile, surgieron personajes de espíritu progresista tales como Dámaso Villegas, José María Arnao, Domingo Toro, José María Guevara -llamado El Colegial, todos ellos naturales de esta hacienda realizaron la gestión para que la estancia Villa de Chiguirip se eleve a la categoría de Distrito. 
Durante el Gobierno de Don Nicolás de Piérola, el sueño anhelado se consigue, ya que un 25 de octubre de 1896 el Congreso de la República eleva al Poder Ejecutivo la Ley donde Chiguirip quedaría reconocido como distrito, y finalmente el 31 de octubre de 1896 se concreta el reconocimiento como Distrito pasando a depender directamente a la Provincia de Chota, departamento de Cajamarca

## Geografía
Tiene una extensión de 51,44 km².

## Capital
Chiguirip

## Población
La población del distrito de Chiguirip, está determinada por 15 poblados más el cercado de Chiguirip. A continuación se detalla.
- Chiguirip
- Tugusa
- Sacus
- Mumpampa
- Tuspón
- Pichugán
- Miraflores
- Conga de Marayhuaca
- Marayhuaca
- La Saca
- Maraypampa
- La Torre
- Unshaloma
- La Laguna
- Piedritas
- Vista Alegre

## Autoridades

### Municipales
La Municipalidad Distrital de Chiguirip es una entidad pública con autonomía política, económica y administrativa en los asuntos de su competencia, enmarcada bajo los lineamientos de la Ley N° 27972 - Ley Orgánica de Municipalidades; está representada por el alcalde, la misma que cuenta con 05 regidores cuya función es la legislación; todos ellos elegidos a través del voto popular y democrático. Para el periodo 2015-2018 estos representantes son:
- Alcalde: Joel Ysaias Quispe Núñez
- Regidores: Jilmer Martínez Guevara, Ever Atilano Salazar Vásquez, Castinaldo Pérez Vilchez, Marilí García Gallardo y José Darío Guevara Díaz

### Judiciales
Juez de paz de única nominación: Percy Shoel Vílchez Toro